# Olivera Mrnjavčević
Olivera Mrnjavčević (en serbio: Оливера Мрњавчевић) fue una noble serbia. Era la hija del rey de Serbia Vukašin Mrnjavčević. En 1364 o poco antes se convirtió en la primera esposa de Đurađ I Balšić, señor de Zeta.

## Biografía
Olivera era la hija del rey de Serbia Vukašin Mrnjavčević y su esposa Alena. Olivera era la hermana menor de Marko, Andrijaš e Ivaniš y probablemente era mayor que Dmitar. En 1364 o poco antes Olivera se casó con Đurađ Balšić, señor de Zeta. 
Đurađ se divorció de Olivera luego de la muerte de Vukašin en la batalla de Maritza debido a que ya no había ventajas políticas para continuar con el matrimonio. Olivera tuvo dos hijas con Đurađ:
- Jelisaveta (fallecida en 1443)
- Gojslava o Goisava (fallecida en 1398), que se casó con el noble bosnio Radič Sanković, señor de Nevesinje, Popovo Polje y Konavli.